# Nicotinamide
Nicotinamide (NAM), còn được gọi là niacinamide, là một dạng vitamin B3 có trong thực phẩm và được sử dụng như một chất bổ sung chế độ ăn uống và thuốc. Là một chất bổ sung, nó được sử dụng qua đường miệng để ngăn ngừa và điều trị bệnh nấm (thiếu niacin). Trong khi axit nicotinic (niacin) có thể được sử dụng cho mục đích này, nicotinamide có lợi ích là không gây đỏ da. Là một loại kem, nó được sử dụng để điều trị mụn trứng cá.
Tác dụng phụ là tối thiểu. Ở liều cao, các vấn đề về gan có thể xảy ra. Lượng dùng bình thường là an toàn để sử dụng trong khi mang thai. Nicotinamide thuộc họ thuốc vitamin B, đặc biệt là phức chất vitamin B3. Nó là một amit của axit nicotinic. Thực phẩm có chứa nicotinamide bao gồm men, thịt, sữa và rau xanh.
Nicotinamide được phát hiện từ năm 1935 đến 1937. Nó nằm trong Danh sách các loại thuốc thiết yếu của Tổ chức Y tế Thế giới, các loại thuốc hiệu quả và an toàn nhất cần có trong một hệ thống y tế. Nicotinamide có sẵn dưới dạng thuốc gốc và không cần kê đơn. Ở Anh, một ống 60 g có giá khoảng 7,10 bảng. Nicotinamide thương mại được sản xuất từ axit nicotinic hoặc 3-cyanopyridine. Ở một số quốc gia, ngũ cốc được bổ sung thêm nicotinamide.

## Chữa bệnh

### Mụn trứng cá
Nicotinamide ở dạng kem được sử dụng để điều trị mụn trứng cá.
Nó có hành động chống viêm. Đây có thể là lợi ích cho những người có tình trạng viêm da.

### Sản sinh Keratin trên da
Keratin là một loai protein có chức năng bảo vệ da trước tác hại của môi trường. Nicotinamide có thể giúp sản sinh Keratin

### Trung hòa gốc tự do
Nicotinamide được chứng minh có thể sản sinh các điện tử electron giúp trung hòa các gốc tự do, làm chậm và ngăn ngừa quá trình lão hóa tế bào.